# Óscar Velado
Óscar Velado (n. 1978) es un actor español.

## Biografía
Óscar Velado nació en 1978 en el País Vasco, España. Estudió interpretación en el estudio de Juan Carlos Corazza. Completó su formación con un Seminario para Profesionales (organizado por el propio Corazza), cursos de voz (Lidia Navarro), movimiento expresivo (Bettina Weismann), Técnica Actoral (Manuel Morón y Lorena García), Interpretación cinematográfica (Ramón Barea) y un Taller de Movimiento Actoral a cargo de Antonio del Olmo.
En teatro se puso a las órdenes de Pilar Ulibarri (Calígula), Carmen San Andrés (Después de la lluvia), Ramón Ballesteros (Arcángeles Beleneros) y Joaquín Perles (Sed).
Inició sus pasos en el mundo del cortometraje, interviniendo en los cortos Historia del MK (Joseba Vázquez), Dinero sucio, Una vez oí su nombre (Pablo Murguía).
En televisión debutó en la serie Periodistas, a la que siguió un papel en Javier ya no vive sólo. En 2003 superó el casting de Caras Nuevas, convirtiéndose en esa manera en uno de los actores representados por la agencia Kuranda. Entre los primeros papeles audiovisuales que logró gracias a ésta figuraron sendos papeles de reparto en las series Fuera de control y Al filo de la ley.
En 2005 interpretó en el teatro Cuestión de poder, de Elaine May, y que constaba de tres fragmentos: Como los peces, Línea de Esperanza y Dentro y fuera de la luz. En el segundo Óscar Velado incorporó a Daniel, un hombre que trabaja en una línea telefónica para suicidas que intenta salvar a una prostituta que le responsabiliza de su inminente muerte. En el segundo el actor encarnó a Jaime, el hijo homosexual de un médico que renunciaba a terminar su carrera de odontología.
Ese mismo año Velado intervino en el cortometraje Alba, sobre una mujer que sufre un accidente el mismo día que planeaba su suicidio. En televisión graba un episodio para la serie Mujeres, en el que interpretó a un joven que se entera de que su mejor amigo (Willy: Oriol Vila) ha quedado parapléjico. A este trabajo se sumaría una intervención en la serie Génesis, en la mente del asesino, donde se puso en la piel de Javier, el mayor de tres huérfanos que se debe responsabilizar de sus hermanos y que descubre que uno de ellos (Guillermo: Raúl Arévalo) maltrataba al otro.
En 2006 Velado, junto a Violeta Pérez, encabeza el cartel de Compartiendo a Benedetti, un espectáculo que combina teatro y música. Unos meses después Velado sumaba su firma a la de seis mil personas que se oponían a la compra del Teatro Albéniz a cargo del grupo Monteverde.
Ese mismo año el actor fichó para la segunda temporada de Amar en tiempos revueltos, en la que dio vida a Fermín Gálvez, un fotógrafo que tiene una tienda con su hermana Sole (Ana Villa), y que consigue un dinero extra trabajando con el periodista Marcos de la Cruz (Manu Fullola); cuyo arresto le hace olvidarse de su propia cobardía para liberarlo, enfrentándose a auténticos hampones cuyas acciones le terminan provocando un infarto mortal que sume en la tristeza a Sole y su amigo Marcelino (Manuel Baqueiro).

## Formación
- Interpretación en el estudio de Juan Carlos Corazza.
- Seminario para profesionales en el estudio de Juan Carlos Corazza.
- Voz con Lidia Navarro.
- Movimiento escénico con Bettina Waissman.
- Técnica actoral con Manuel Morón y Lorena García
- Interpretación cinematográfica con Ramón Barea.
- Taller de movimiento auténtico con Antonio del Olmo.

## Cortometrajes
- Una vez oí tu nombre
- Historia del MK
- Dinero sucio
- Alba (2005)

## Teatro
- Calígula
- Después de la lluvia
- Arcángeles Beleneros
- Sed
- Cuestión de poder (2005)
- Compartiendo a Benedetti (2006)

## Televisión
- Periodistas
- Al filo de la ley (2003)
- Fuera de control (2005)
- Génesis: En la mente del asesino (2005)
- Mujeres (2006)
- Amar en tiempos revueltos (2006/7)

- Datos: Q11705581